# Psilochorus dogmaticus
Psilochorus dogmaticus là một loài nhện trong họ Pholcidae. Loài này được phát hiện ở México.